# 德国铁路102型电力机车
德国铁路102型电力机车（德語：DB-Baureihe 102）是德铁区域用于高速铁路的电力机车，衍生自捷克制造商斯柯达运输的109E型。所订购的六台机车将全数投入慕尼黑-纽伦堡快车的服务，自2017年12月起图定牵引新造的双层列车。

## 历史
在2013年6月赢得招标后，德铁区域上巴伐利亚向斯柯达订购了6台109E3型机车，以期自2016年12月起用于担当慕尼黑-纽伦堡快车的推挽式列车服务。为此，这款机车获德国铁路定型为102型。不同于其姊妹车型，德国铁路所订购的并非多电压制式版本，而是仅适用于德国的15千伏交流电。102型机车将牵引同样由斯柯达生产的双层车厢，以6节一列的编组及最高200公里/小时的速度运行于纽伦堡-因戈尔施塔特-慕尼黑高速铁路。但德铁区域巴伐利亚仅为其申请了最高为189公里/小时的适航证。6组列车的订单总值为1亿欧元。
2016年4月底，首台完工的机车102 001号被转移至维利姆环铁进行试验。机车及车厢的交付延误了大约两年。斯柯达于2016年第二季度开始对首两台机车展开首次试运行，以获得德国联邦铁道部的认证，但至今尚未完成。102 003号机车则于2016年9月20日至25日期间在柏林轨道交通技术展上与其它斯柯达产品一同展出。
2017年7月，满编列车在曼海姆－斯图加特高速铁路进行了试运行。2018年11月初，用于慕尼黑-纽伦堡快车的机车及推挽式列车组合获得了高速列车的互操作性技术规范（TSI）认证，但尚未最终批准，斯柯达方面期望可于2019年初落实。